# Nikolaikirche (Berlin)
A Nikolaikirche - Szent Miklós-templom - Berlin egyik legöregebb temploma, 1230 és 1250 között épült. A belvárosi templom és annak környéke (Nikolaiviertel) a II. világháborúban súlyosan sérült. 1982-ig a templomnak csak falai és csonka tornyai álltak. A templom és a környék rehabilitálása, házainak régi tervrajzok és fényképek alapján történő újjáépítése 1983-87 között zajlott. A templom ma mint múzeum funkcionál.

## Galéria

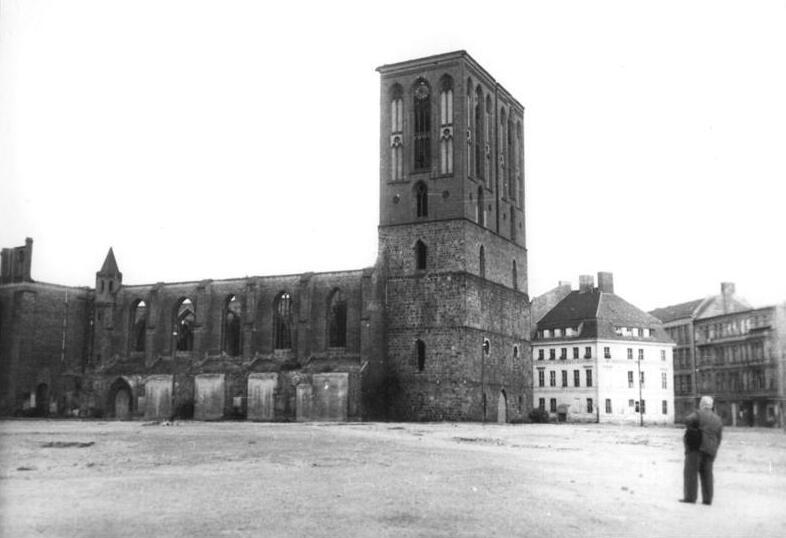
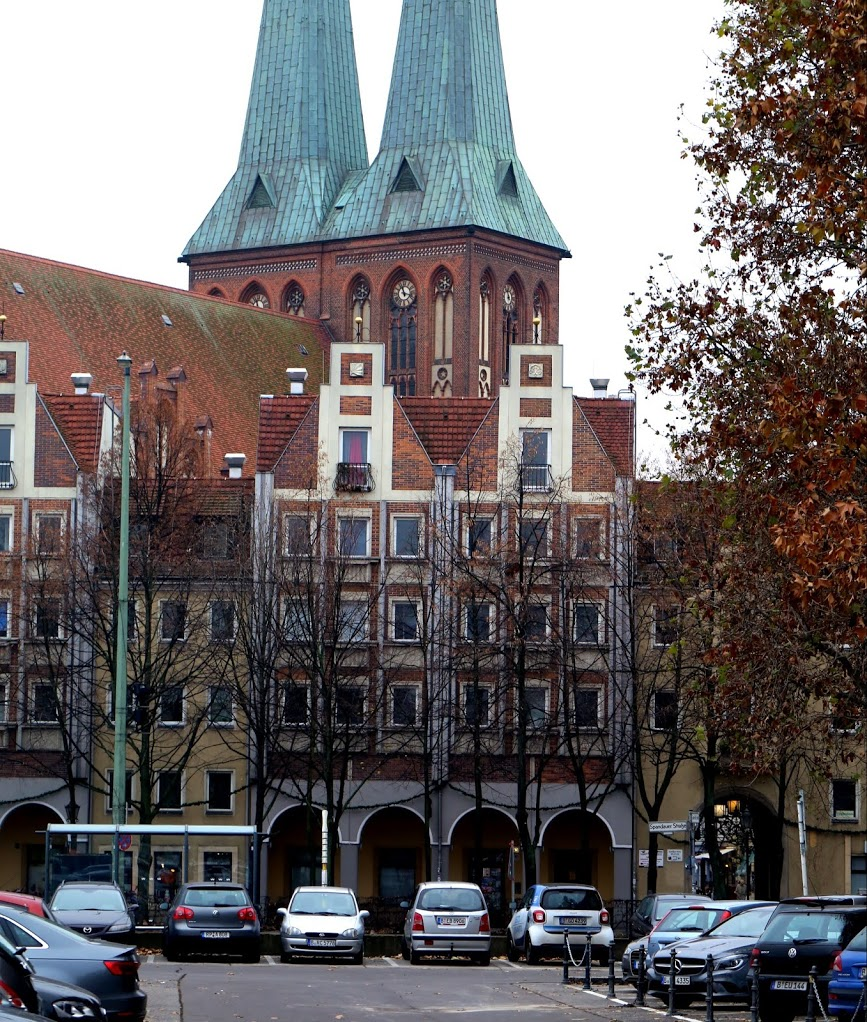
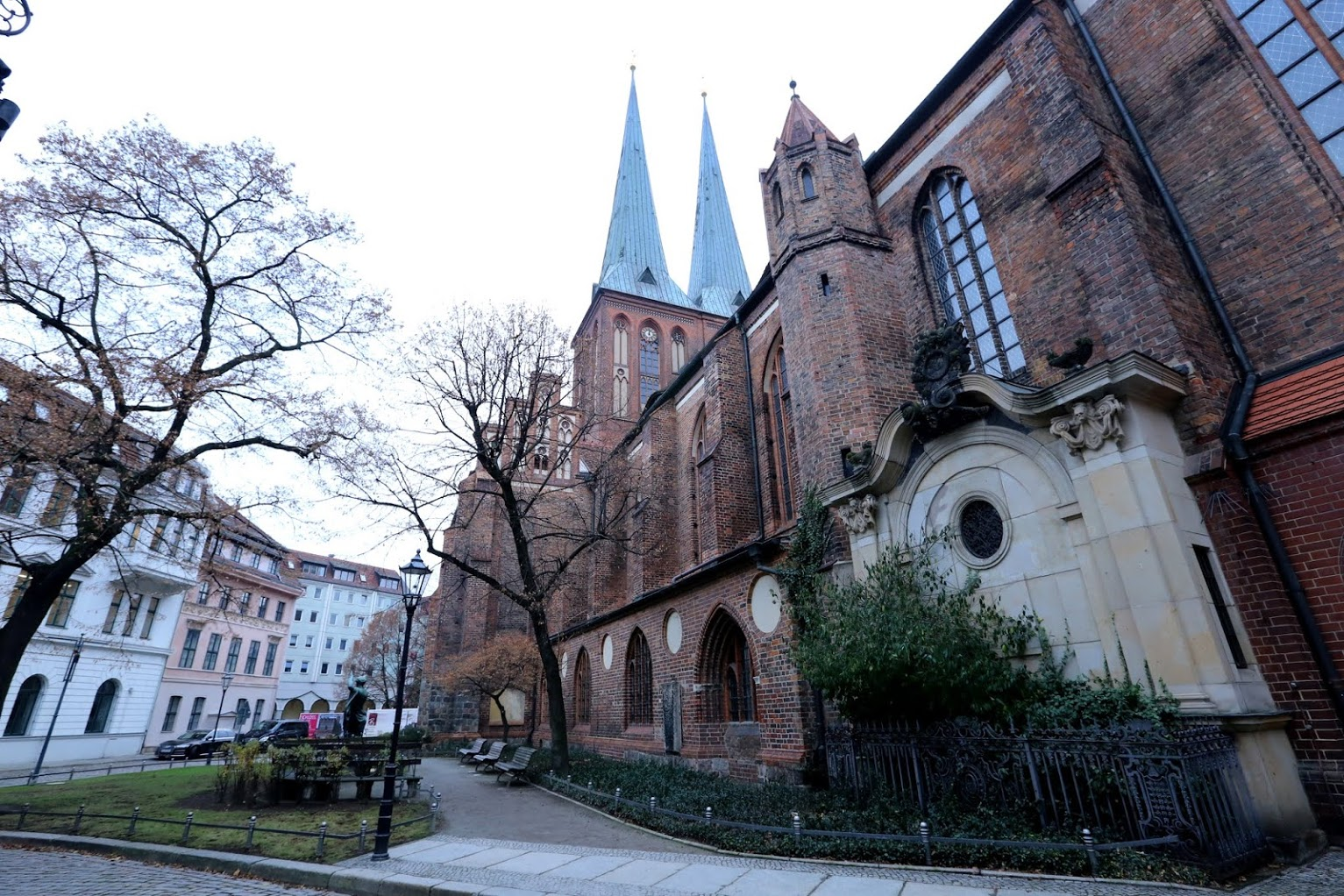
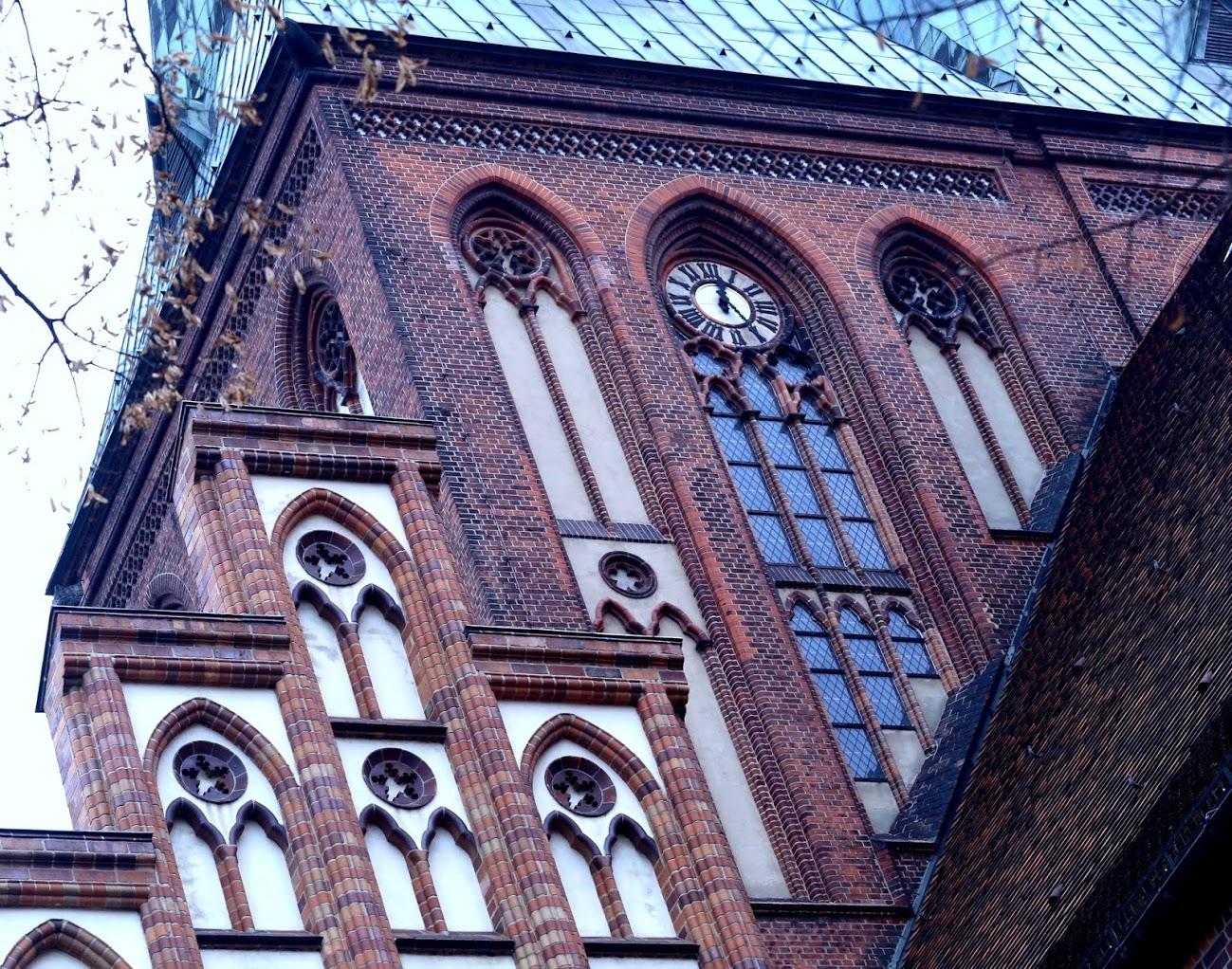
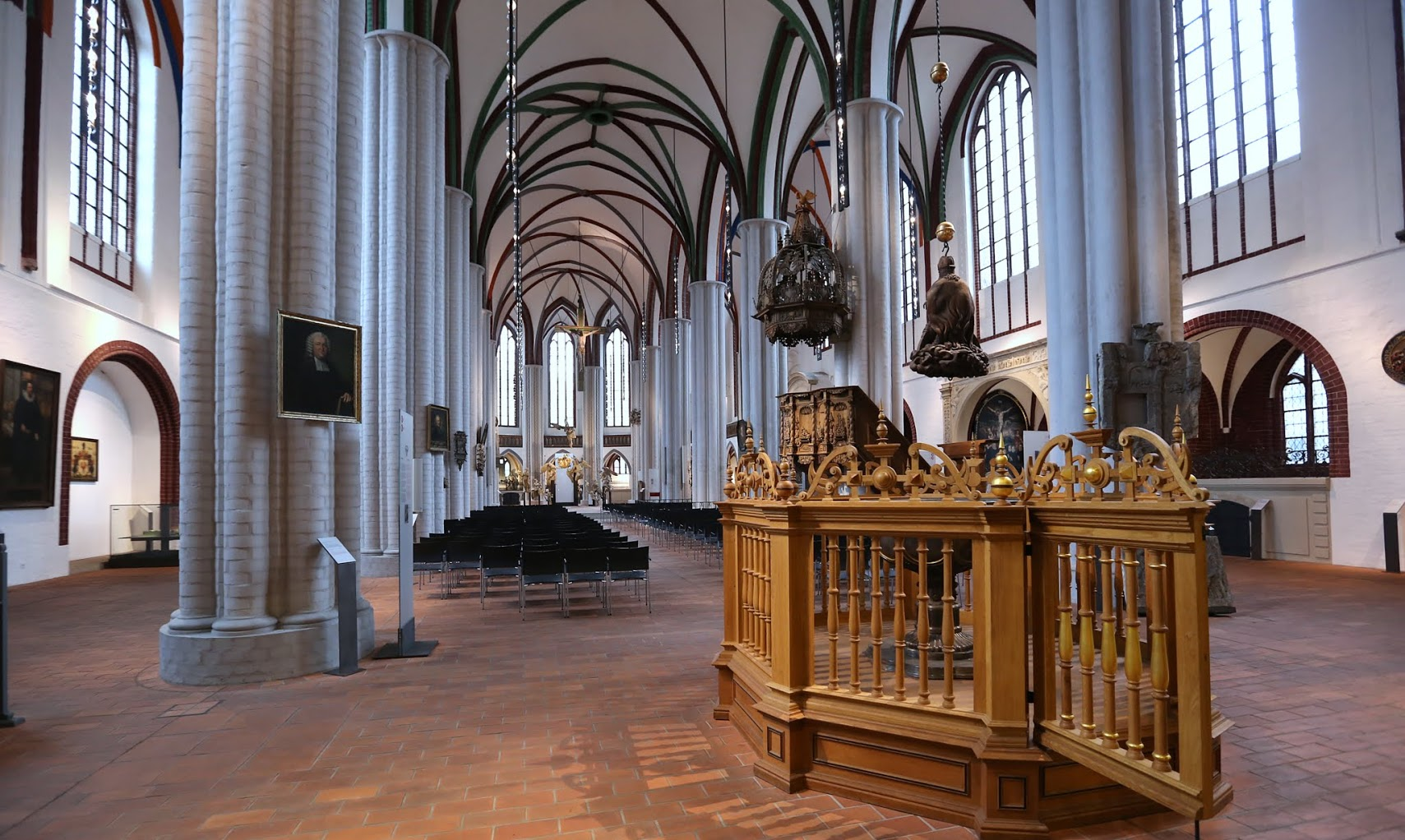
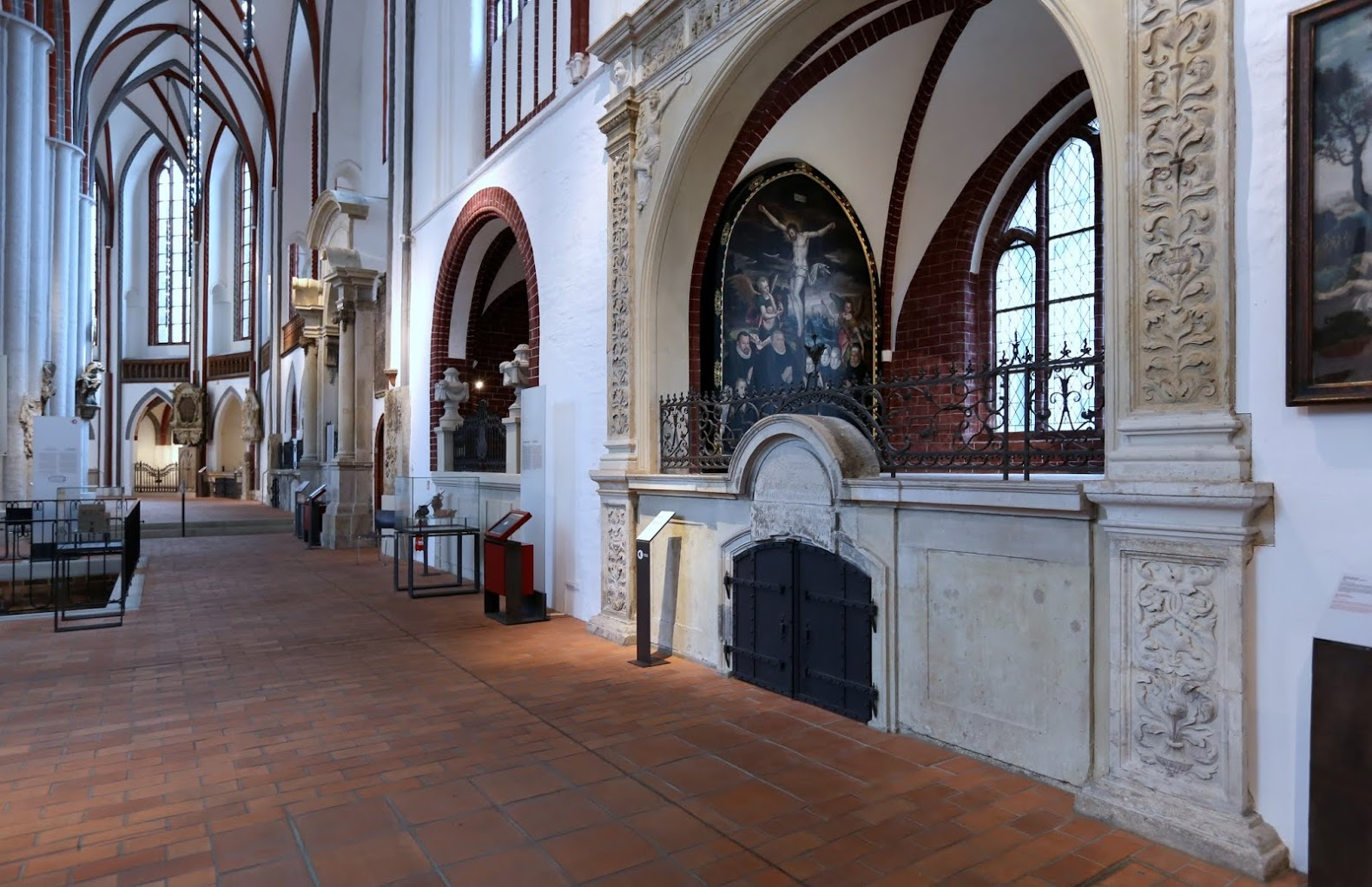
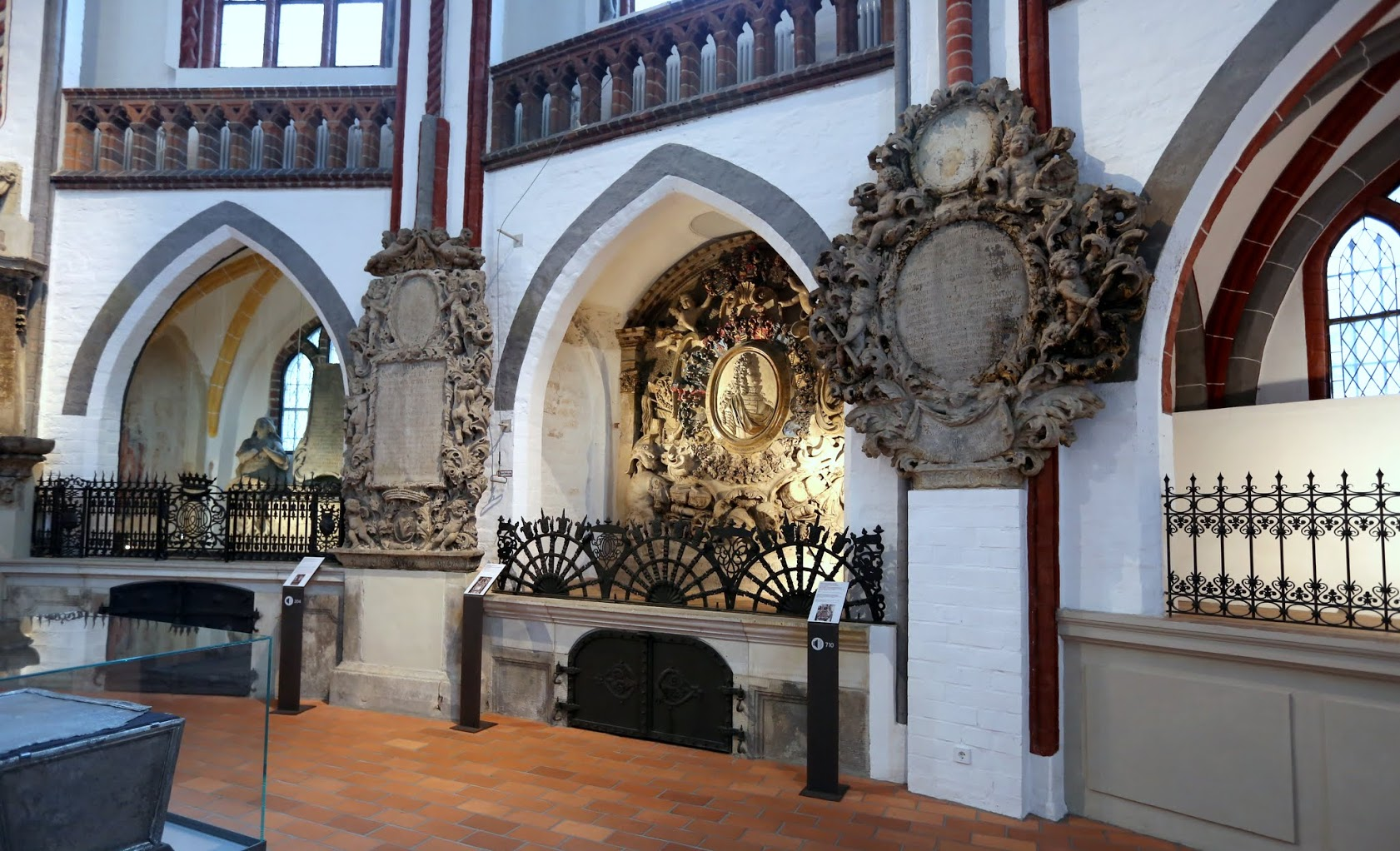
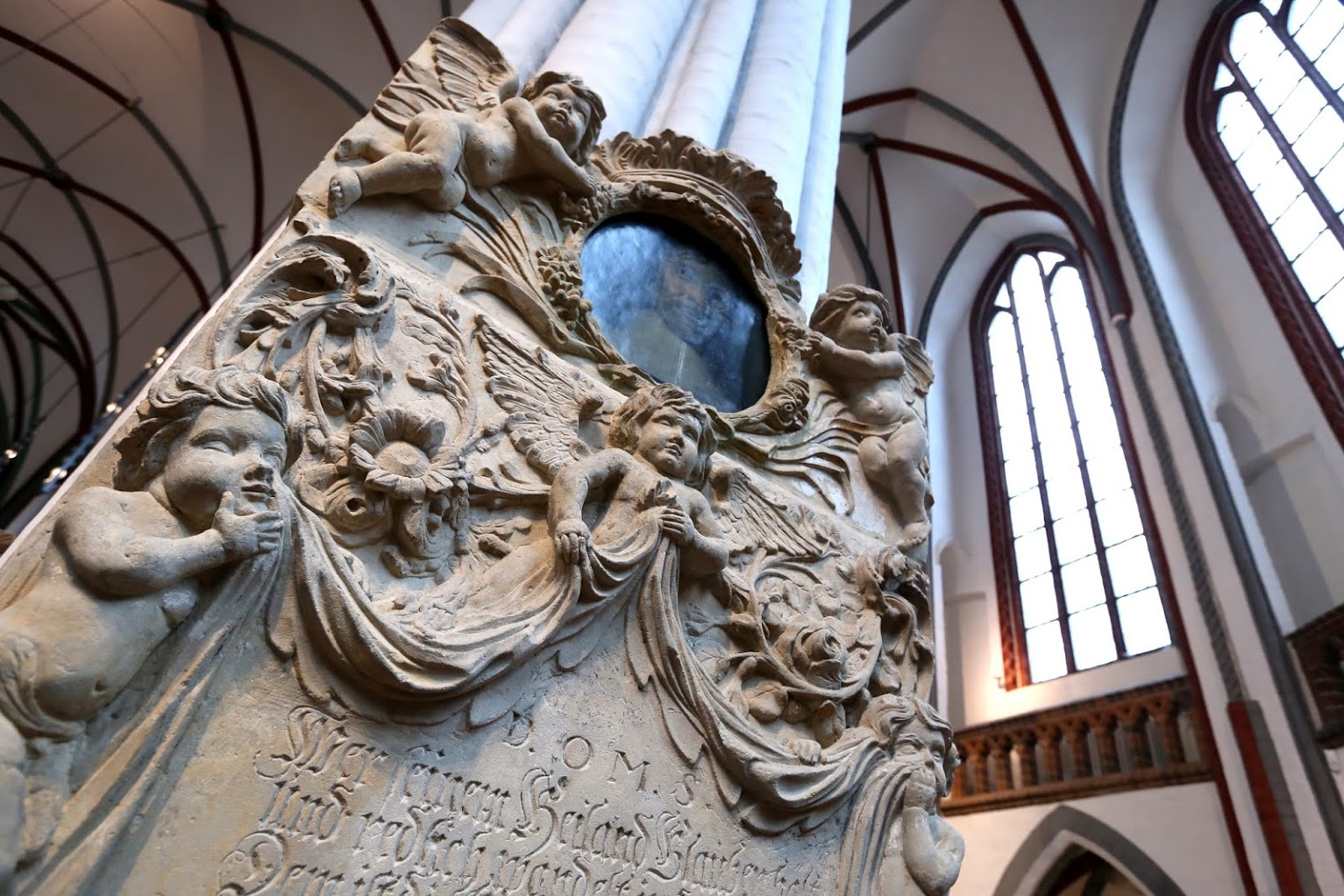
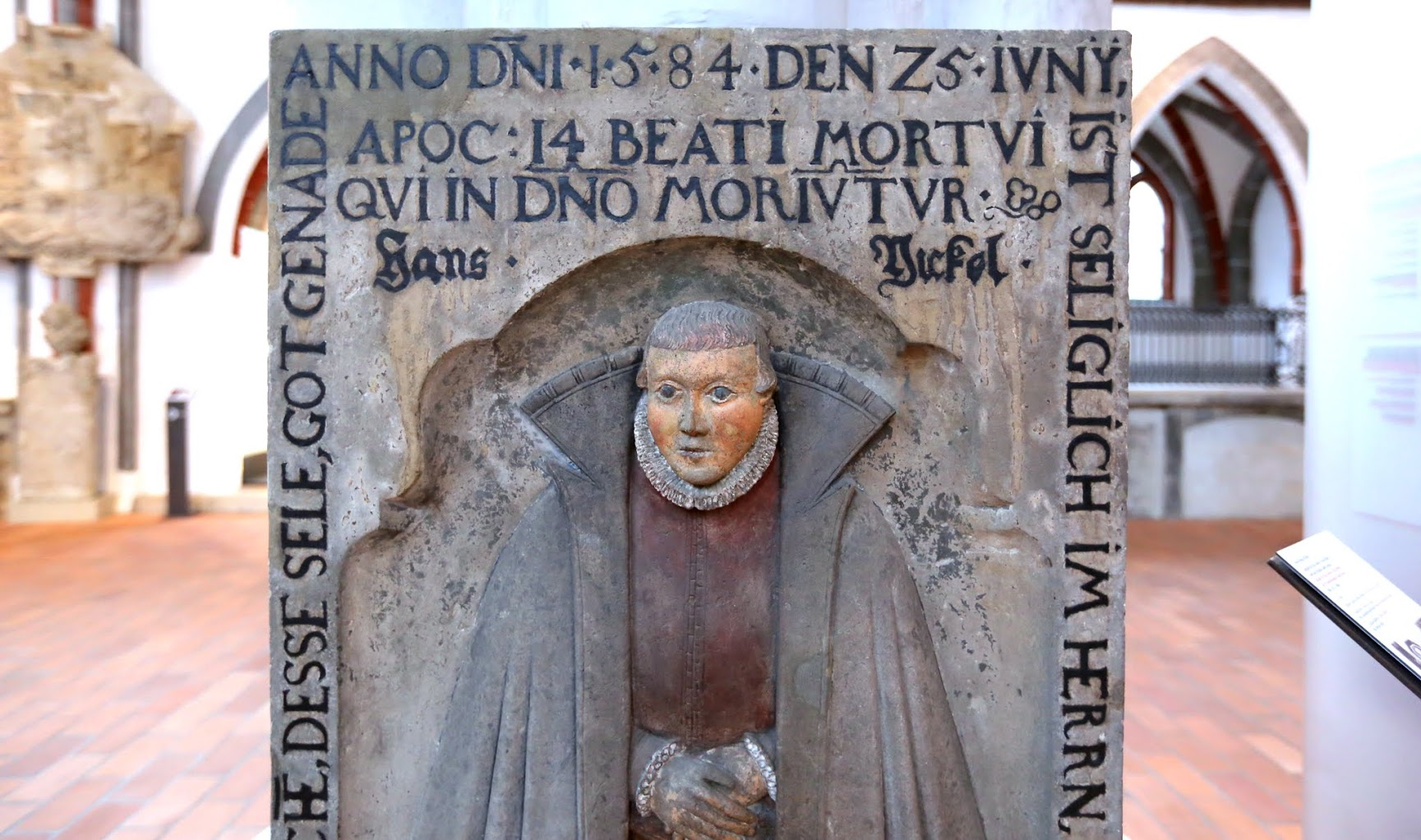
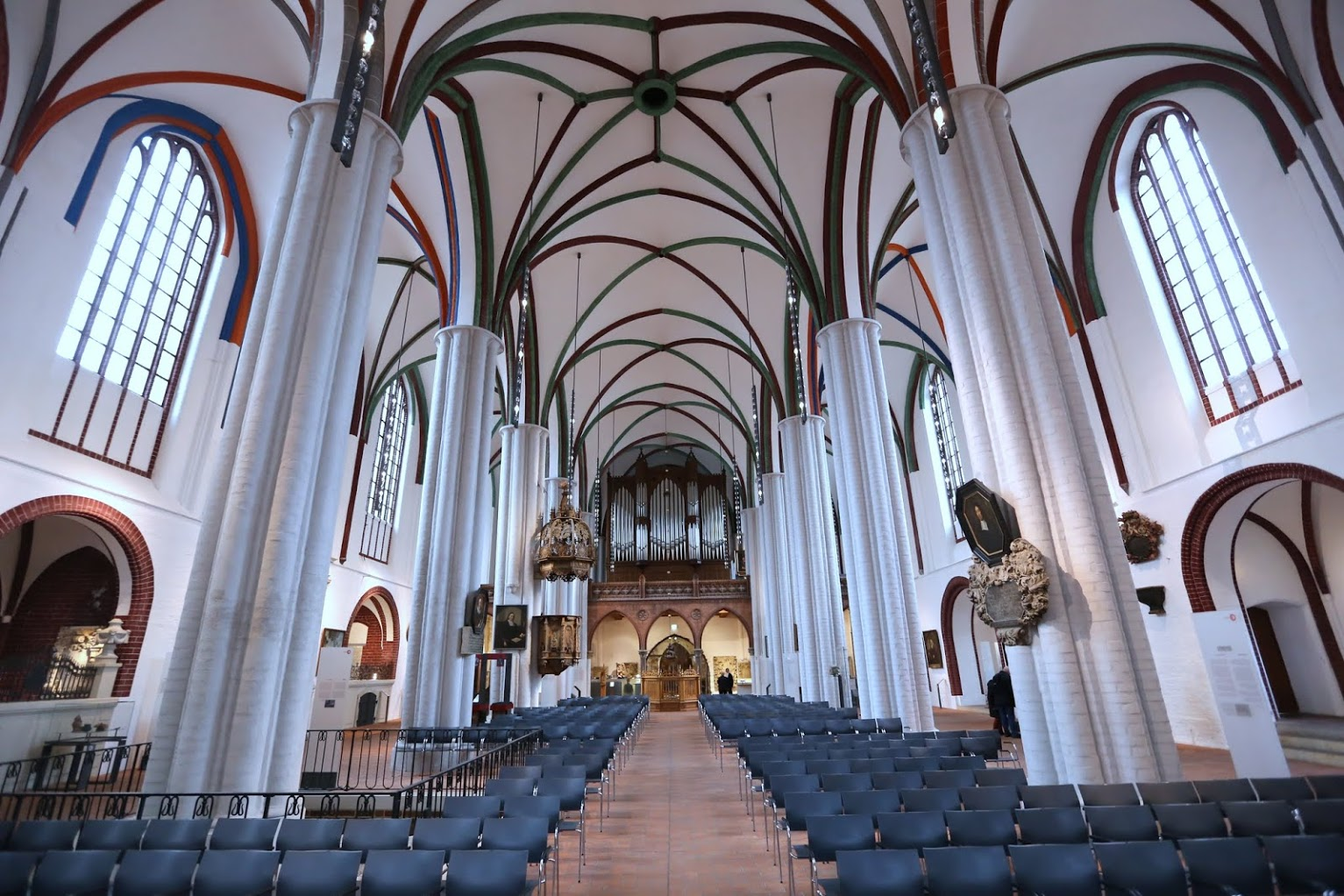
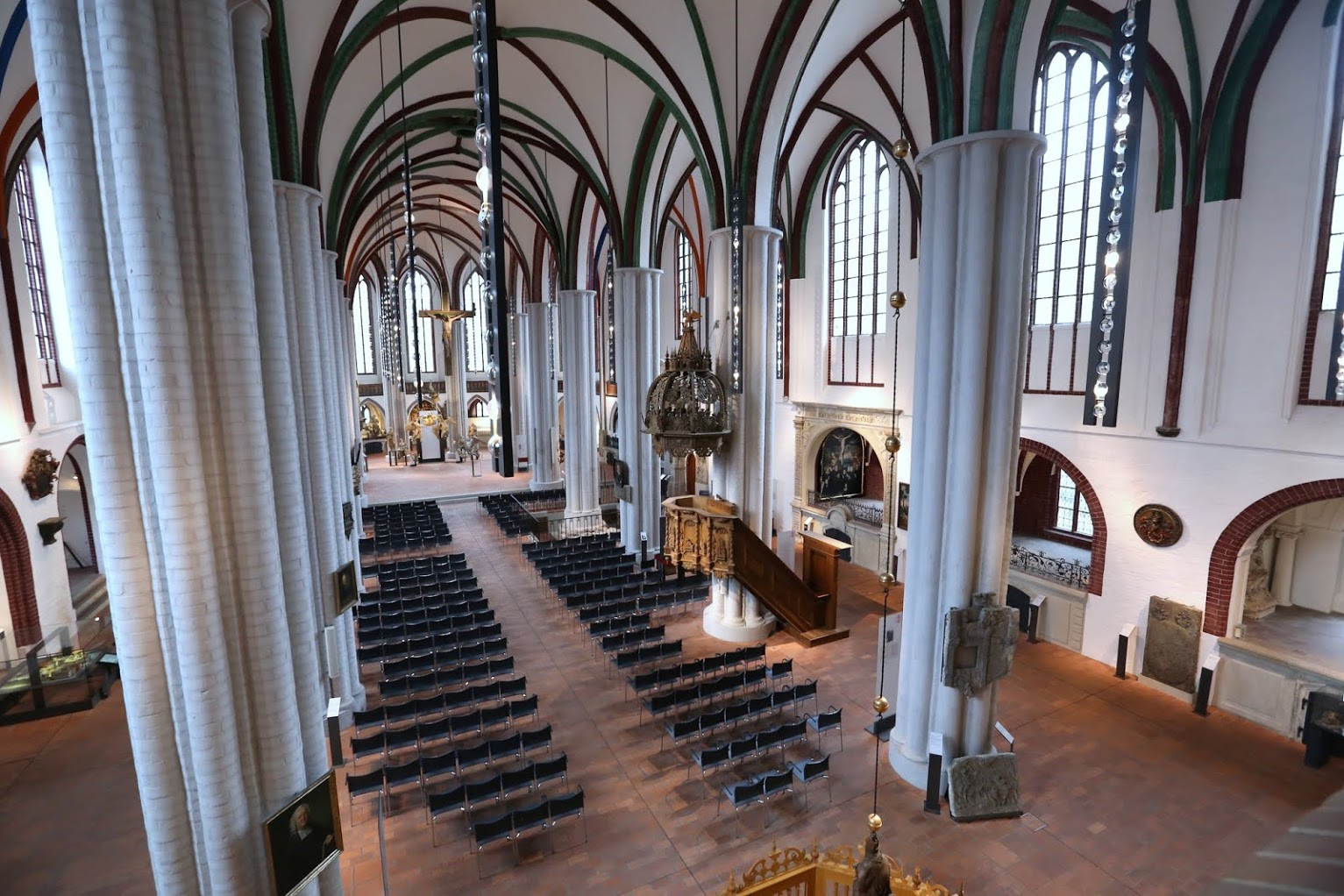
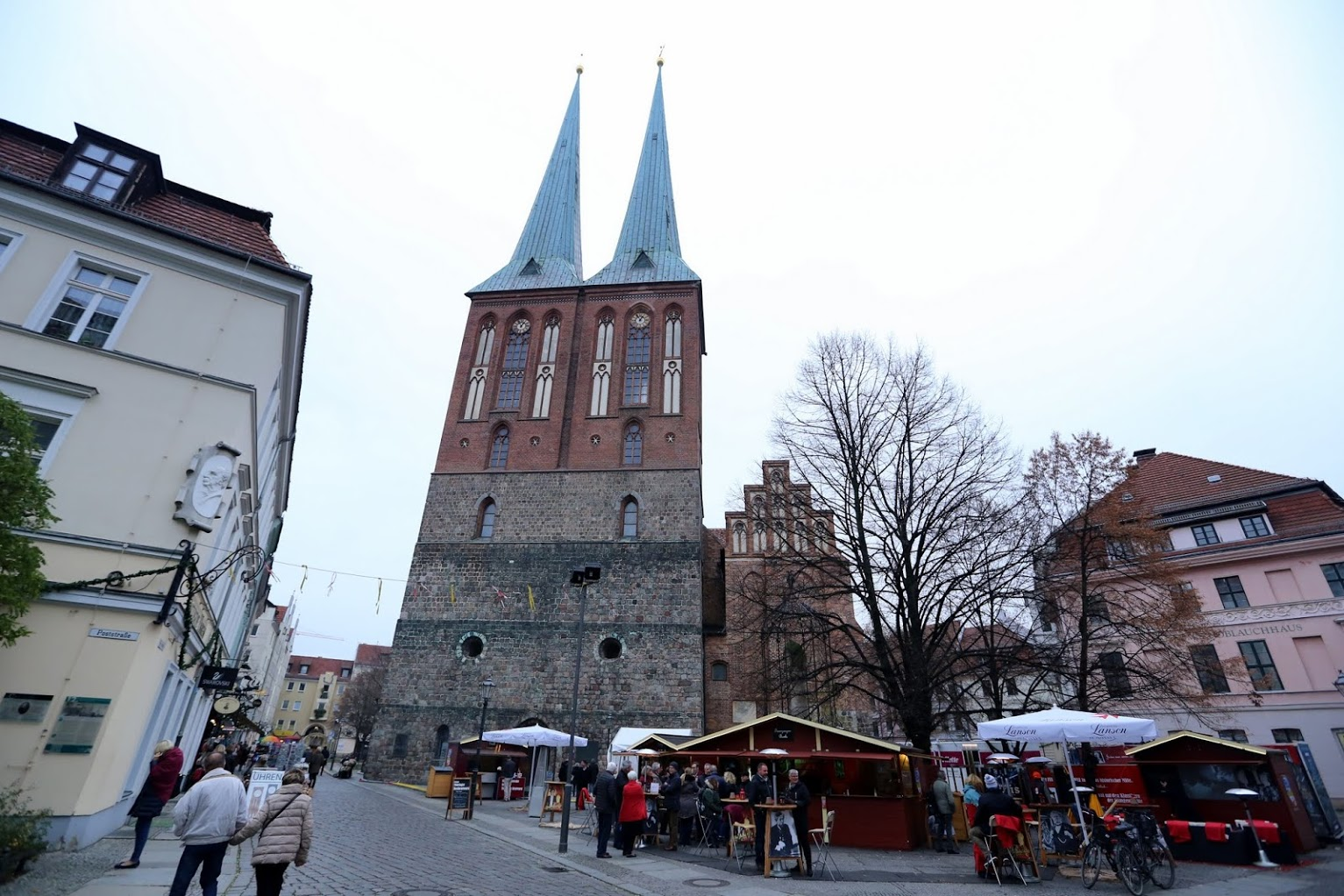